# Casa de les Lletres (Bèlgica)
La Casa de les Lletres o Letterenhuis és el museu i l'arxiu de la literatura de llengua neerlandesa de Flandes a Bèlgica.
És l'arxiu literari més important de la regió. Conté una col·lecció de manuscrits, cartes, documents, retrats i fotos d'escriptors flamencs. A més de fons d'escriptors, també conserva arxius de revistes literàries i d'editorials. Els documents més antics daten del 1780.
El museu es remunta al 1899 quan l'ajuntament d'Anvers va adquirir l'arxiu d'Hendrik Conscience, amb el propòsit de crear un museu dedicat a l'escriptor que va «ensenyar al poble flamenc de llegir». El 1933, la col·lecció passà al Museu de la literatura flamenca, que començava a conservar arxius d'altres autors de Flandes. El 1944, el museu va ser malmès durant els bombardejos alemanys amb V2s, però per surt, la major part del fons va ser transferit a llocs més segurs a l'inici de la guerra. Després de la guerra, el museu va prendre el nom d’Arxiu i museu de la vida cultural flamenca que el 2004 va canviar el nom en Casa de les Lletres o Letterenhuis.
Tret de la col·lecció permanent, una sala de lectura a la qual es poden consultar els arxius, organitza exposicions temàtiques temporànies. Fins fa poc, el museu tenia una reputació polsegosa. La nova directriu va modernitzar l'aprotx i tornar a guanyar la confiança del món literari flamenc.

## Uns fons importants[5]
- Hendrik Conscience
- Cyriel Buysse
- Guido Gezelle
- Karel Van de Woestijne
- Paul Van Ostaijen
- Stijn Streuvels
- Willem Elsschot
- Louis Paul Boon
- Hugo Claus
- Yvo Michiels
- Tom Lanoye